# آهدیش (یمن)
 آهدیش  نام روستای است در عزلهٔ (الیاور)، ناحیهٔ (کتاف والبقع)، از توایع استان حُدَیده در کشور یمن در شبه جزیره عربستان است. 
جمعیت آن ۱۲۱ نفر (۶ خانوار) می‌باشد.